# Brasovia
Brasovia is een geslacht van uitgestorven weekdieren uit de klasse van de Gastropoda (slakken).

## Soorten
- Brasovia carinata (Jekelius, 1932) †
- Brasovia producta (Jekelius, 1944) †
- Brasovia pseudocarinata (Roshka, 1973) †
- Brasovia tenuistriata (Roshka, 1973) †
- Brasovia trochiformis (Jekelius, 1932) †
- Brasovia trochisimilis (Jekelius, 1932) †